# 卵叶忍冬
卵叶忍冬（学名：Lonicera inodora）是忍冬科忍冬属的植物，为中国的特有植物。分布在中国大陆的西藏、云南等地，生长于海拔1,700米至2,900米的地区，常生于石山灌丛及山坡阔叶林中，目前尚未由人工引种栽培。